# Xylocopa rufitarsis
Xylocopa rufitarsis är en biart som beskrevs av Amédée Louis Michel Lepeletier 1841. Den ingår i släktet snickarbin och familjen långtungebin. Inga underarter finns listade i Catalogue of Life.

## Beskrivning
Honan har helsvart päls och saknar den kammare för symbiotiska kvalster som många arters honor har på bakkroppen (kvalsterna används för att hålla larverna och dess pollenföda rena från mögel). Hanen kan antingen ha övervägande svart päls, eller med mellankroppens översida och tergit 1 med ljus till mörkare brun päls. Fötterna är till större eller mindre grad orange. Kroppslängden för båda könen är 12 till 15 mm, med nästan lika långa framvingar på 11 till 14 mm.

## Utbredning
Arten förekommer i Moçambique, Angola, Namibia och Sydafrika.

## Ekologi
Arten flyger till stor del till ärtväxter, men också till kransblommiga växter, sparrisväxter (Agave), malvaväxter, strävbladiga växter, irisväxter, videväxter (popplar och isörtsväxter.
Som alla snickarbin är arten solitär, arten bildar inte samhällen utan honan har hela ansvaret för avkomman. När hon anlägger sina larvbon gräver hon ut gångar i trävirke, där äggcellerna, som hon täcker med ett skyddande sekret, ligger på rad. Det valda trävirket utgörs av grenar från tallar, ärtväxtarten Psoralea aphylla och Metalasia muricata, en buske tillhörig släktet Metalasia från familjen korgblommiga växter. Larverna och äggen kan parasiteras av svävflugearten Anthrax badius.